# Ectinorus uncinatus
Ectinorus uncinatus är en loppart som beskrevs av Beaucournu et Gallardo 1991. Ectinorus uncinatus ingår i släktet Ectinorus och familjen Rhopalopsyllidae. Inga underarter finns listade i Catalogue of Life.